# Bouchetispira
Bouchetispira is een geslacht van weekdieren uit de klasse van de Gastropoda (slakken).

## Soorten
- Bouchetispira vitrea Kantor, Strong & Puillandre, 2012